# Burton Dassett
Pour les articles homonymes, voir Burton.
Burton Dassett est un village et une paroisse civile du Warwickshire, en Angleterre. Il est situé dans le sud-est du comté, à une quinzaine de kilomètres au nord de la ville de Banbury dans l'Oxfordshire. Administrativement, il relève du district de Stratford-on-Avon.

## Toponymie
Dassett est un toponyme d'origine celtique et se compose probablement des éléments *derw « chêne » et *cę̄d « forêt ». Dans le Domesday Book, compilé en 1086, le village apparaît sous le nom Derceto ou Dercetone. L'élément Burton est ajouté au XIIIe siècle pour distinguer ce village de son voisin Avon Dassett.

## Démographie
Au recensement de 2011, la paroisse civile de Burton Dassett comptait 1 322 habitants.